# امتین هیدروکلراید
امتین دارای فعالیت کشندگی آمیب به ویژه در دیواره روده و در کبد می‌باشد که به صورت تزریق عمیق زیر پوستی یا داخل عضلانی در درمان آمیبوزیس شدید مهاجم مثل آمیبوزیس کبدی در بیمارانی که به مترونیدازول پاسخ نداده اند تجویز می گردد. قبلاً این دارو به صورت خوراکی همراه با یدید بیسموت داده می شد. این دارو هم چنین در فراوردهای ترکیبی (مانند ایپکاک) جهت ایجاد تهوع مصرف دارد.